# Winifer Fernández
Winifer María Fernández Pérez (* 6. Januar 1995 in Santiago, Dominikanische Republik) ist eine dominikanische Volleyball-Nationalspielerin.
Winifer Fernández wurde 2010 bei der NORCECA U18-Meisterschaft zur besten Abwehrspielerin, zur besten Annahmespielerin und zur besten Libera gewählt. 2012 hatte sie ihre ersten Einsätze in der A-Nationalmannschaft.